# 東天下茶屋停留場
東天下茶屋停留場（ひがしてんがちゃやていりゅうじょう）は、大阪府大阪市阿倍野区阿倍野元町3番地、あるいは同区晴明通12番地にある阪堺電気軌道上町線の停留場。駅番号はHN04。

## 歴史
- 1910年（明治43年）10月：南海上町線の開業と同時に当駅設置。
- 1944年（昭和19年）6月：会社合併のため近畿日本鉄道の停留所になる。
- 1947年（昭和22年）6月：会社分離のため南海電気鉄道の停留所になる。
- 1980年（昭和55年）12月：南海電気鉄道からの分社により、阪堺電気軌道の停留所となる[1]。

## 停留場構造
専用軌道上にあり、単式ホームが晴明通を挟んで千鳥式に配置された2面2線の構成となっている。また、どちらのホームにも上屋が存在する。
ホームは上下線とも踏切の手前に配置されている。なお、この踏切は第3種踏切であったが、遮断機を設置し、2007年（平成19年）12月21日午前10時より第1種踏切へ格上げとなった。

### のりば
| 上り | ■上町線 | 天王寺駅前方面                          | 天王寺駅前 行           |
| 下り | ■上町線 | 住吉・我孫子道・浜寺駅前方面 阪堺線直通 | 我孫子道 行 浜寺駅前 行 |

## 利用状況
上町線の中では朝通勤時間帯を中心に利用客はかなり多い。

## 停留場周辺

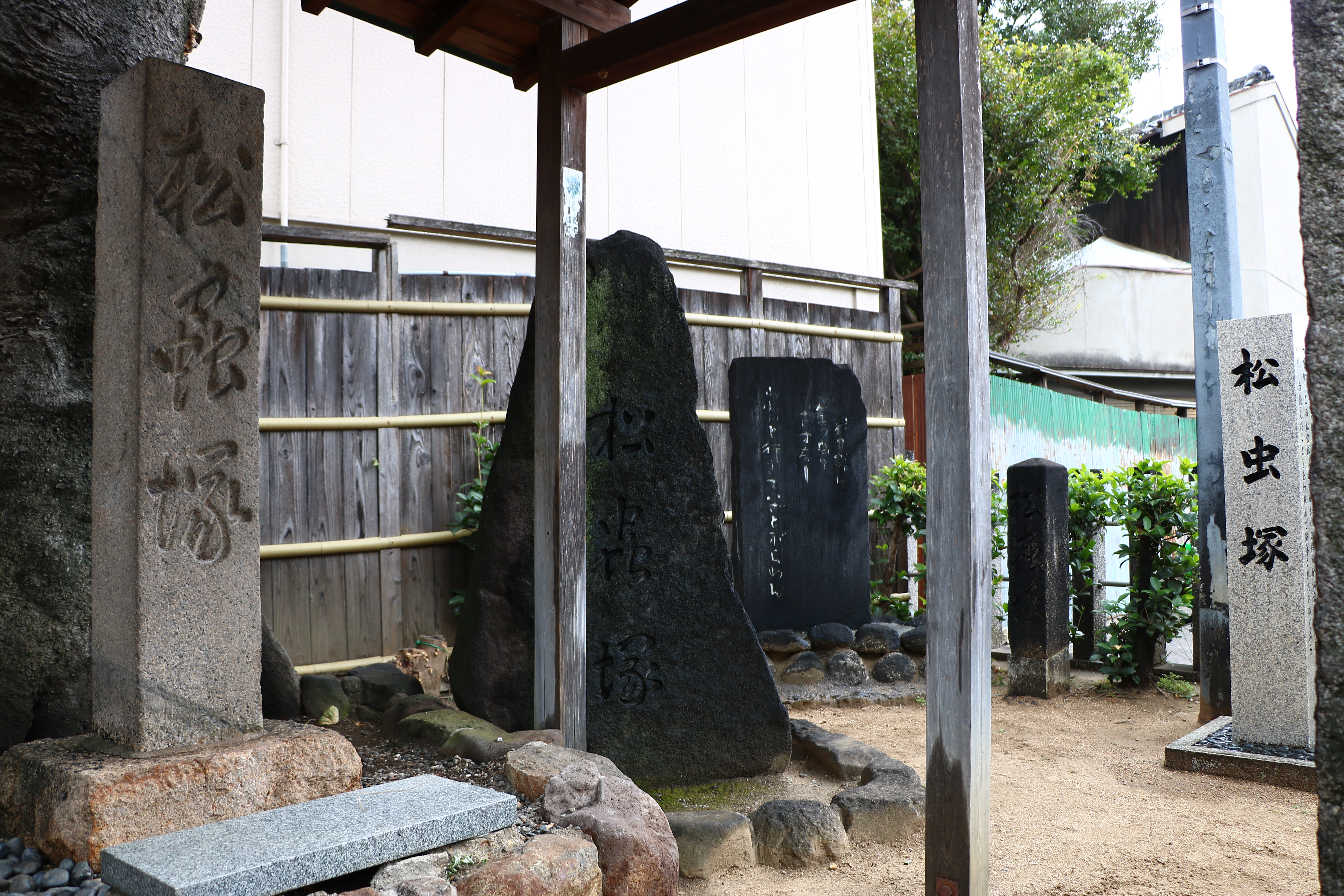
松虫塚（2016年11月）

阿倍野墓地（大阪市設南霊園）の最寄停留場が「阿倍野」を称することもあって、当停留場は「東天下茶屋」を称するが、阿倍野元町の現行町名からもわかるように、当停留場東側の熊野街道沿いが旧来の阿倍野の集落となる。いわゆる路面電車の停留場ながら、「東天下茶屋駅前商店街」という駅前商店街を擁する。
- 阿倍王子神社
- 安倍晴明神社
- 松虫塚
- あべの王子商店街
- 大阪市立晴明丘小学校
- 大阪市立阿倍野小学校
- 大阪市立松虫中学校

### バス路線
最寄停留所は王子町となる。以下の路線が乗り入れ、大阪シティバスにより運行されている。
- 62号系統：上本町六丁目南・大阪駅前行 / 住吉車庫前行
- 63号系統：浅香行 / あべの橋行
- 64号系統：おりおの橋行 / あべの橋行
- 67号系統：あべの橋行 / 住吉車庫前行

## 隣の停留場
阪堺電気軌道
■上町線
松虫停留場 (HN03) - 東天下茶屋停留場 (HN04) - 北畠停留場 (HN05)
- （）内は駅番号を示す。